# Neil Portnow
Neil R. Portnow (ur. 1948 w Nowym Jorku) – amerykański producent muzyczny, przewodniczący Narodowej Akademii Sztuki i Techniki Rejestracji (NARAS), były wiceprzewodniczący oddziału wytwórni JIVE Records na Zachodnim Wybrzeżu.

## Kariera w JIVE Records
Portnow dorastał w Nowym Jorku (dzielnica Great Neck) i ukończył George Washington University w 1971. Zaczynał jako producent. Pracował z takimi wytwórniami jak RCA Records czy Artista & EMI. Pracę z wytwórnią JIVE Records zaczął w 1989. Przewidział ekspansje wykonywanych przez nią operacji, tworząc z JIVE nowoczesną, odnoszącą sukcesy markę. Pod jego przywództwem wytwórnia kwitła. Sam Portnow prowadził też karierę największych sław końca lat 90. oraz początku lat 00.. Pracował u boku przewodniczącego JIVE Clive'a Coldera, który jest także właścicielem firmy Zomba Label Group, z której wywodzi się wytwórnia JIVE.
Portnow pracował jako dyrektor muzyczny przy tworzeniu takich filmów jak: Permanent Record (1988), Koszmar z ulicy Wiązów 5: Dziecko snów (1989) oraz Wired (1989) – w którym zagrał także rolę lidera zespołu muzycznego.

## Przeprowadzka do NARAS
W listopadzie 2002 Portnow został przewodniczącym NARAS (znana także jako Wytwórnia Nagraniowa), zastępując kontrowersyjnego C. Michaela Greena. Na rozdaniu nagród GRAMMY w 2003 przemówił po raz pierwszy jako przewodniczący. Został okrzyknięty człowiekiem o wiele bardziej dyplomatycznym, potrafiącym myśleć analitycznie oraz strategicznie – w przeciwieństwie do swojego poprzednika.
Portnow pracując w przemyśle muzycznym chroni przyszłość współczesnej techniki nagrywania, jest także ogromnie zaangażowany w walkę z piractwem. Nie szczędził także sił w niesieniu pomocy muzykom poszkodowanym przez huragan Katrina za pośrednictwem fundacji Akademii "MusicCares Foundation". Odegrał także istotną rolę w rewolucji transmisji danych muzycznych. 5 września 2007 Akademia przedłużyła Portnow kadencję przewodniczącego na kolejne cztery lata.